# فرایند اوپنهایمر– فیلیپس
فرآیند اوپنهایمر- فیلیپس یا واکنش نواری نوعی واکنش هسته‌ای ناشی از دوتریوم است. در این فرآیند، نیمی از نوترون یک دوتریوم پرانرژی ( ایزوتوپ پایدار هیدروژن با یک پروتون و یک نوترون) با یک هسته هدف ترکیب می‌شود و هدف را به ایزوتوپ سنگین‌تر تبدیل می‌کند و یک پروتون را به بیرون پرتاب می‌کند. یک مثال تبدیل هسته ای کربن-۱۲ به کربن-۱۳ است.
این فرآیند اجازه می دهد تا یک برهمکنش هسته ای با انرژی های پایین تر از آنچه که از یک محاسبه ساده مانع کولن بین دوتریوم و هسته هدف انتظار می رود، انجام شود. به این دلیل است که وقتی دوتریوم به هسته هدف با بار مثبت نزدیک می‌شود، قطبش بار را تجربه می‌کند که در آن «انتهای پروتون» از هدف دور می‌شود و «انتهای نوترون» به سمت هدف قرار می‌گیرد. همجوشی زمانی ادامه می یابد که انرژی اتصال نوترون و هسته هدف از انرژی اتصال خود دوترون بیشتر شود. سپس پروتونی که قبلاً در دوترون بود از هسته جدید و سنگین‌تر دفع می‌شود . 

## تاریخچه
توضیحی در مورد این اثر توسط جی. رابرت اوپنهایمر و ملبا فیلیپس در سال ۱۹۳۵ منتشر شد، با توجه به آزمایش‌هایی که با سیکلوترون برکلی نشان داد که برخی از عناصر تحت بمباران دوتریوم رادیواکتیو می‌شوند. 

## سازوکار
در طی این فرایند، بار مثبت دوتریوم از نظر فضایی قطبی می‌شود و ترجیحاً در یک انتهای توزیع چگالی دوتریوم، اسماً «انتهای پروتون» جمع می‌شود. همانطور که دوتریوم به هسته هدف نزدیک می شود، بار مثبت توسط میدان الکترواستاتیک دفع می شود تا زمانی که با فرض اینکه انرژی فرودی برای غلبه بر مانع کافی نیست، "انتهای پروتون" به حداقل فاصله نزدیک می شود که از سد کولن تا آنجا که دورتر شده است، نزدیک می شود. همانطور که می تواند. اگر «انتهای نوترون» به اندازه‌ای نزدیک باشد که نیروی هسته‌ای قوی ، که فقط در فواصل بسیار کوتاه عمل می‌کند، از نیروی دافعه الکترواستاتیکی روی «انتهای پروتون» فراتر رود، ممکن است همجوشی یک نوترون با هسته هدف آغاز شود. واکنش به صورت زیر انجام می شود:
| 2 D | + | A X | → | 1 H | + | A+1 X |  |

در این فرایند، زمانی که نوترون به هسته هدف جوش برخورد میکند، نیروی اتصال دوتریوم «انتهای پروتون» را بیشتر از آنچه که یک پروتون خالی می‌توانست به خود نزدیک شود، می‌کشد و انرژی پتانسیل بار مثبت را افزایش می‌دهد. هنگامی که یک نوترون دستگیر می شود، یک پروتون از مجموعه جدا می شود و به بیرون پرتاب می شود. پروتون در این نقطه می‌تواند بیش از انرژی جنبشی فرودی دوتریوم را با خود حمل کند زیرا نزدیک‌تر از آنچه برای یک پروتون جدا شده با همان انرژی فرودی ممکن است به هسته هدف نزدیک شده است. در چنین مواردی، هسته تبدیل شده در یک حالت انرژی رها می شود که گویی با یک دوتریوم انرژی جنبشی منفی ذوب شده است. یک مرز بالایی برای اینکه پروتون با چه مقدار انرژی می تواند پرتاب شود وجود دارد که توسط حالت پایه هسته دختر تعیین می شود.  